# 菊池萌水
菊池 萌水（きくち もえみ、女性、1992年4月6日 - ）は、日本のショートトラックスピードスケート選手。長野県野沢北高等学校卒業。早稲田大学社会科学部を経て、早稲田大学大学院スポーツ科学研究科に在学中。ＫＨネオケム株式会社所属。

## 来歴
長野県南佐久郡南相木村出身。南相木小学校、小海中学校、野沢北高校、早稲田大学出身。五人姉妹の四女で、二女は平昌五輪スピードスケートチームパシュート金メダリストの菊池彩花。三女の菊池悠希、五女の菊池純礼もショートトラック選手というスケート一家で育つ。なお、全日本ショートトラックスピードスケート選手権の女子総合優勝は、2016/17シーズンが萌水、2017/18シーズンは悠希、2018/19シーズンは純礼と、3期連続で菊池家が総合タイトルを手にしている。
2010年11月に行われた全日本ジュニアショートトラックスピードスケート選手権大会で総合優勝し、世界ジュニアショートトラックスピードスケート選手権大会に出場した。
2013年12月に開催されたソチ五輪日本代表選手選考競技会で、ショートトラック女子出場枠5に滑り込み、ソチ五輪の3000mリレー補欠選手となったが、出場の機会はなかった。
2016/17シーズンは、全日本ショートトラックスピードスケート選手権で総合優勝を果たしたほか、ユニバーシアード冬季大会の1500mで銅メダル、世界選手権で3000mリレー銅メダルという好成績を残した。
2017/18シーズンはいつにも増して絶不調。2017年12月に開催されたスピードスケート・ショートトラック平昌冬季五輪代表最終選考会兼全日本選手権でも不振で、平昌五輪行きを逃した。萌水曰く「テレビで（平昌）五輪観戦します」とのこと。
2018/19シーズンは、10月に化学素材メーカーのＫＨネオケム株式会社と所属契約を締結。ISUワールドカップ開幕戦（カナダ・カルガリー）では、3000mリレーで日本新記録を樹立。続く第2戦（アメリカ・ソルトレークシティ）では、3000mリレーで銅メダルを獲得した。
2019/20シーズンは、ISUワールドカップ第5戦（ドイツ・ドレスデン）の3000mリレーで日本新記録を樹立し、メダルを獲得した。

## 所属
- KHネオケム株式会社（2018年10月-）

## スポンサー
- 柳屋本店（2016年3月 - ）
- トモノ建築設計事務所[4]
- 株式会社タカケン　ほか

## 人物・エピソード
- 現在は長姉と同居し大学に通う。萌水は「五輪出場は、いつも話し相手になってくれた姉のおかげ」と感謝の意を表している。

## 参考
- ショートトラックスケート：強化選手 菊池 萌美｜公益財団法人 日本スケート連盟
- スポーツ報知 - 【Sトラック】5人姉妹四女・菊池萌水、ソチ切符！有力候補・彩花と同時出場だ